# Eduard Himml
Eduard Himml (* 18. Juni 1820 in Czienskowitz, Oberschlesien; † 13. August 1887 in Cosel, Oberschlesien) war ein deutscher Verwaltungsjurist und Parlamentarier.

## Leben
Eduard Himml studierte an der Universität Breslau Rechtswissenschaften. 1839 wurde er Mitglied des Corps Borussia Breslau. Nach dem Studium trat er zunächst in den preußischen Justizdienst ein und wurde Oberlandesgerichts-Assessor. Himml war von 1848 bis 1882 Landrat des Landkreises Cosel. Er wurde zum Geheimen Regierungsrat ernannt. Er erhielt den Roten Adlerorden 3. Klasse und 1872 den Preußischen Kronenorden 3. Klasse am Erinnerungsbande. Himml war Besitzer des Rittergutes Krzanowitz bei Cosel in Oberschlesien. Von 1855 bis 1858 saß er als Abgeordneter des Wahlkreises Oppeln 7 im Preußischen Abgeordnetenhaus. Er gehörte der Fraktion von Arnim an.